# Chrysiptera caeruleolineata
Chrysiptera caeruleolineata là một loài cá biển thuộc chi Chrysiptera trong họ Cá thia. Loài này được mô tả lần đầu tiên vào năm 1973.

## Từ nguyên
Từ định danh caeruleolineata được ghép bởi hai âm tiết trong tiếng Latinh, caeruleus ("xanh dương") và lineata ("có sọc"), hàm ý đề cập đến dải sọc xanh trên lưng của loài cá này.

## Phạm vi phân bố và môi trường sống
C. caeruleolineata được ghi nhận từ quần đảo Ryukyu (Nhật Bản) trải dài xuống phía nam đến đảo New Guinea, bãi cạn Rowley (Úc) và biển San Hô, phía đông mở rộng đến các quốc đảo là Guam, quần đảo Solomon, Fiji và quần đảo Samoa, nhưng vắng mặt ở hầu hết các rạn san hô ở Đông Nam Á. Ở Việt Nam, loài này được tìm thấy tại Côn Đảo và quần đảo Trường Sa.
C. caeruleolineata sống trên nền đáy cát và đá vụn ở khu vực sườn dốc của rạn viền bờ, cũng như những khu vực có nhiều san hô và tảo phát triển, ở độ sâu khoảng 20–65 m.

## Mô tả
Chiều dài lớn nhất được ghi nhận ở C. caeruleolineata là 6 cm. Lưng có một dải sọc xanh lam sáng viền đen đặc trưng. Phần thân còn lại và các vây cò màu vàng. Đầu lốm đốm các vệt xanh óng.
Số gai ở vây lưng: 14; Số tia vây ở vây lưng: 11–13; Số gai ở vây hậu môn: 2; Số tia vây ở vây hậu môn: 13–14; Số gai ở vây bụng: 1; Số tia vây ở vây bụng: 5.

## Phân loại học
C. caeruleolineata có quan hệ họ hàng gần với Chrysiptera albata vì chúng có nhiều điểm chung (mặc dù khác nhau về kiểu hình), có thể kế đến như đều có cùng số tia gai vây lưng là 14 (những loài Chrysiptera còn lại chỉ có 13), ưa sống trên nền đáy cát và đá, cũng như ở vùng nước sâu hơn so với các loài Chrysiptera khác. C. albata và C. caeruleolineata nhiều khả năng cũng có mối quan hệ với Chrysiptera leucopoma vì C. caeruleolineata và C. leucopoma có chung một kiểu hình là sọc xanh lam óng ở lưng.

## Sinh thái học
Thức ăn của C. caeruleolineata chủ yếu là các loài giáp xác chân chèo. Cá đực có tập tính bảo vệ và chăm sóc trứng; trứng bám chặt vào nền tổ.